# 松平康寿
松平 康寿（まつだいら やすひさ）は、江戸時代後期の石見国浜田藩の世嗣。官位は左近将監。

## 略歴
松井松平家浜田藩主・松平康任の長男。正室は島津斉興の養女・勝姫（島津斉宣の娘）。
浜田藩嫡子だったが、家督を継ぐことなく死去した。代わって弟・康爵が嫡子となった。